# All That She Wants
All That She Wants – drugi singel zespołu eurodance Ace of Base z debiutanckiego albumu Happy Nation. Wydany został w październiku 1992. Od razu dotarł na szczyt duńskiej listy przebojów w momencie, gdy drugie miejsce zajmował pierwszy ich singel Wheel of Fortune. W 1993 utwór wydano poza granicami, stał się międzynarodowym przebojem. Pierwsze miejsce list przebojów osiągnięto w 16 krajach. Piosenka zdobyła kilkanaście platynowych i złotych płyt. Sprzedaż singla przekroczyła nakład ponad 3 000 000 egzemplarzy.

## Listy przebojów
- Miejsce 1
  -  Australia,
  -  Austria,
  -  Belgia,
  -  Brazylia,
  -  Dania,
  -  Finlandia,
  -  Grecja,
  -  Hiszpania,
  -  Kolumbia,
  -  Meksyk,
  -  Niemcy,
  -  Norwegia,
  -  Rosja,
  -  Szwajcaria,
  -  Wielka Brytania,
  -  Włochy
- Miejsce 2
  -  Francja,
  -  Irlandia,
  -  Kanada,
  -  Szwecja,
  -  Wenezuela,
  -  Stany Zjednoczone
- Miejsce 3
  -  Holandia,
  -  Luksemburg,
  -  Nowa Zelandia

## Teledysk
Reżyserem teledysku był Matthew Broadly. Kręcono go pod koniec 1992 w Kopenhadze. Najwyższa pozycja w MTV Top 20 to miejsce 3.